# Rakaca-völgy és oldalvölgyei
Rakaca-völgy és oldalvölgyei este o arie protejată (arie specială de conservare — SAC, sit de importanță comunitară — SCI) din Ungaria întinsă pe o suprafață de 2.082,23 ha, integral pe uscat.

## Localizare
Centrul sitului Rakaca-völgy és oldalvölgyei este situat la coordonatele 48°28′57″N 21°05′20″E / 48.4825°N 21.088889°E.

## Înființare
Situl Rakaca-völgy és oldalvölgyei a fost declarat sit de importanță comunitară în mai 2004 pentru a proteja 3 specii de plante și 28 de specii de animale. Situl a fost protejat și ca arie specială de conservare în februarie 2010.

## Biodiversitate
Situată în ecoregiunea panonică, aria protejată conține 12 habitate naturale: Pajiști cu Molinia pe soluri calcaroase, turboase sau argilos-nămoloase (Molinion caeruleae), Păduri panonice-balcanice de stejar turcesc - stejar sesil, Liziere de ierburi înalte hidrofile de câmpie și de nivel montan până la alpin, Fânețe de joasă altitudine (Alopecurus pratensis, Sanguisorba officinalis), Pajiști stepice subpanonice, Pajiști aluvionare inundabile, de Cnidion dubii, Mlaștini alcaline, Păduri aluvionare cu Alnus glutinosa și Fraxinus excelsior (Alno-Padion, Alnion incanae, Salicion albae), Lacuri eutrofice naturale cu vegetație de tip Magnopotamion sau Hydrocharition, Pajiști panonice carstice (Stipo-Festucetalia pallentis), Păduri panonice cu Quercus petraea și Carpinus betulus, Pajiști uscate seminaturale și facies de acoperire cu tufișuri pe substraturi calcaroase (Festuco-Brometalia) (* situri importante pentru orhidee).
La baza desemnării sitului se află mai multe specii protejate:
- plante (3): Echium russicum, Iris aphylla subsp. hungarica, sisinei (Pulsatilla grandis)
- amfibieni (1): buhai de baltă cu burta roșie (Bombina bombina)
- mamifere (9): liliac cârn (Barbastella barbastellus), vidră de râu (Lutra lutra), liliac cu urechi de șoarece (Myotis blythii), liliac de iaz (Myotis dasycneme), liliac cărămiziu (Myotis emarginatus), liliac comun (Myotis myotis), liliacul mare cu potcoavă (Rhinolophus ferrumequinum), liliacul mic cu potcoavă (Rhinolophus hipposideros), popândău (Spermophilus citellus)
- nevertebrate (12): Carabus zawadzkii, croitorul mare al stejarului (Cerambyx cerdo), Coenagrion ornatum, fluturele de noapte (Eriogaster catax), Euplagia quadripunctaria, rădașcă (Lucanus cervus), fluturele purpuriu (Lycaena dispar), Maculinea teleius, Ophiogomphus cecilia, Unio crassus, Vertigo angustior, Vertigo moulinsiana
- pești (6): Barbus meridionalis, zvârluga (Cobitis taenia), romanogobio albipinnatus (Gobio albipinnatus), porcușor de nisip (Gobio kessleri), țipar (Misgurnus fossilis), boarță (Rhodeus sericeus amarus)

Pe lângă speciile protejate, pe teritoriul sitului au mai fost identificate 13 specii de plante, 1 specie de amfibieni, 12 specii de nevertebrate, 4 specii de reptile.